# Стайковский сельсовет (Витебская область)
Стайковский сельсовет — упразднённая административная единица на территории Оршанского района Витебской области Республики Беларусь.

## Состав
Стайковский сельсовет включал 14 населённых пунктов:
- Алантьево
- Дубницы
- Каменка
- Коновалово
- Лесничие
- Лужки
- Лужки
- Моньково
- Сармацк
- Свистуны
- Слобода
- Стайки
- Стопурево
- Чернявские